# Малий Окорськ
Ма́лий Окорськ — село в Україні, у Затурцівській сільській громаді Володимирського району Волинської області. Населення становить 100 осіб.
Неподалік від села розташований Окорський гідрологічний заказник.

## Географія
Село розташоване на правому березі річки Серна.

## Історія
У 1906 році село Торчинської волості Луцького повіту Волинської губернії. Відстань від повітового міста 29 верст, від волості 5. Дворів 23, мешканців 134.
У 2014 році Інститут Яд Вашем удостоїв мешканців села Афанасія та Антоніну Приступів звання Праведників народів світу.
Після ліквідації Локачинського району 19 липня 2020 року село увійшло до Володимир-Волинського району.

## Населення
Згідно з переписом УРСР 1989 року чисельність наявного населення села становила 105 осіб, з яких 52 чоловіки та 53 жінки.
За переписом населення України 2001 року в селі мешкало 100 осіб.

### Мова
Розподіл населення за рідною мовою за даними перепису 2001 року:
| Мова       | Кількість | Відсоток |
| ---------- | --------- | -------- |
| українська | 99        | 99%      |
| російська  | 1         | 1%       |
| Усього     | 100       | 100%     |

## Відомі люди
У селі народився (після смерті матері жив у селі Ужова) український письменник, лауреат Народної Шевченківської премії, доктор наук із соціальних комунікацій Павлюк Ігор Зиновійович.